# Star Trek: Phase II
Star Trek: Phase II byl plánovaný americký sci-fi seriál ze světa Star Treku vytvořeného Genem Roddenberry. Měl být vysílán v roce 1978 na kanálu Paramount Television Service. Jeho námětem bylo pokračování dobrodružství posádky hvězdné lodi Enterprise v rámci její druhé pětileté mise pod velením kapitána Kirka.

## Koncepce a její opuštění
V 70. letech 20. století bylo učiněno několik neúspěšných pokusů o vytvoření startrekovského filmu, včetně Roddenberryho povídky The God Thing a námětu Planet of the Titans, který se sice dostal do fáze scénáře, ale v roce 1977 byl tento nápad opuštěn. Místo toho bylo rozhodnuto o vytvoření nového seriálu pro novou televizní stanici vlastněnou studiem Paramount. Tento krok byl ohlášen 14. června 1977 se zahájením vysílání v květnu 1978.
Byly zahájeny předprodukční práce, vyrobeny kulisy, postaveno několik modelů lodí (včetně samotné Enterprise a několika dalších modelů z pilotního dílu), byla zahájena jednání s herci kvůli návratu většiny původní posádky z „klasického“ seriálu Star Trek (1966–1969) i snahy o přivedení dalších lidí podílejících se na tvorbě tohoto seriálu. Ačkoliv samotné natáčení nebylo zahájeno, byly vytvořeny některé zkušební záběry. Scenáristé pracovali na 13 příbězích, které měly tvořit polovinu jedné sezóny.
Práce na seriálu byly ukončeny, když byl projekt připravované stanice Paramount Television Service zrušen. Nicméně díky úspěchu filmů Hvězdné války a Blízká setkání třetího druhu od konkurenčních studií byla plánovaná pilotní epizoda s názvem „In Thy Image“ přepracována do podoby prvního filmu na motivy Star Treku – Star Trek: Film.
Několik minut zkušebních záběrů včetně pohledu do upravené strojovny, záběrů Davida Gautreauxe jako Xona a Persis Khambattaové jako Ilii a kostýmových zkoušek posádky byly vydány jako bonusový materiál na DVD s režisérským sestřihem snímku Star Trek: Film.

## Herci a postavy
V seriálu si měli zopakovat svoje role z původní série Star Treku William Shatner jako kapitán James T. Kirk a DeForest Kelley jako doktor Leonard McCoy. Naopak měl chybět Leonard Nimoy coby Spock, který se k této postavě nechtěl vrátit kvůli marketingovým problémům a rovněž kvůli svým závazkům v divadelní hře Equus. Prvotní verze scénáře nicméně se Spockem počítaly. Šéfinženýrem měl být opět Montgomery Scott, sestra Christine Chapelová se měla stát doktorkou a na palubě Enterprise se měla opět objevit i Janice Randová. Další členové původní posádky se měli vrátit s vyššími hodnostmi jako nadporučíci Nyota Uhura a Hikaru Sulu a poručík Pavel Čechov, který měl být šéfem bezpečnosti.

### Nové postavy
V seriálu se měly vyskytnout i některé nové postavy, včetně těch následujících:
poručík Xon
Mladý, 22letý vulkánský důstojník, který právě absolvoval Hvězdnou akademii, měl působit ve funkci vědeckého důstojníka jako náhrada za Spocka. Měl jej hrát David Gautreaux. Ačkoliv se Xon neobjevil ve snímku Star Trek: Film, Gautreaux si zde zahrál cameo roli komandéra Branche, velitele monitorovací stanice Epsilon 9.
komandér Willard „Will“ Decker
Prvotní verze scénáře uváděly, že komandér Decker je synem komodora Matta Deckera z epizody původního seriálu „Stroj zkázy“. Měl být velitelem výsadků, kterým by tak nevelel sám kapitán Kirk. Tato role nebyla v seriálu obsazena, ve snímku Star Trek: Film komandéra Deckera, velitele Enterprise během přestavby, hrál Stephen Collins.
poručík Ilia
Poručík Ilia měla pocházet z empatické rasy Delťanů. Stejně jako Willard Decker se i ona objevila v prvním startrekovském filmu, žádný z nich ale nepřežil až do jeho konce. Do role Ilie v seriálu byla obsazena Persis Khambattaová, která ji hrála ve zmíněném snímku.

## Epizody
Scenáristy bylo připraveno celkem 12 scénářů 50minutových epizod a jeden scénář pro pilotní díl.
- „In Thy Image“ – Dvouhodinový pilotní díl, jehož námět byl přepracován do podoby filmu Star Trek: Film (1979).[4]
- „Tomorrow and the Stars“
- „Cassandra“
- „The Child“ – Scénář byl upraven a použit pro epizodu „Dítě“ (1988) seriálu Star Trek: Nová generace.
- „Deadlock“
- „Kitumba“
- „Practice in Waking“
- „The Savage Syndrome“
- „Are Unheard Melodies Sweet?“ nebo „Home“
- „Devil's Due“ – Scénář byl upraven a použit pro epizodu „Každému po zásluze“ (1991) seriálu Star Trek: Nová generace.
- „Lord Bobby's Obsession“
- „To Attain the All“
- „The War to End All Wars“

## Další informace
Ačkoliv nebyl seriál nikdy natočen a tudíž nepatří do kánonu, některé zdroje (včetně Star Trek Chronology) uvádí, že se Enterprise po událostech ve snímku Star Trek: Film vydala na druhou pětiletou misi pod velením kapitána Kirka.
Jako pocta nerealizovanému dílu byl fanoušky natáčený seriál Star Trek: New Voyages 16. února 2008 přejmenován na Star Trek: Phase II. Premiéru měl v tomto seriálu poručík Xon, dílo je unikátní i díky hostování některých herců a tvůrců oficiálních seriálů a filmů Star Trek.
V roce 1997 byla vydána v nakladatelství Pocket Books kniha Star Trek Phase II: The Lost Series od Judith a Garfielda Reeves-Stevensových, která detailně popisuje koncepci plánovaného, ale nakonec zrušeného seriálu. Obsahuje rovněž původní scénáře k epizodám „In Thy Image“ a „The Child“.